# Physiologus

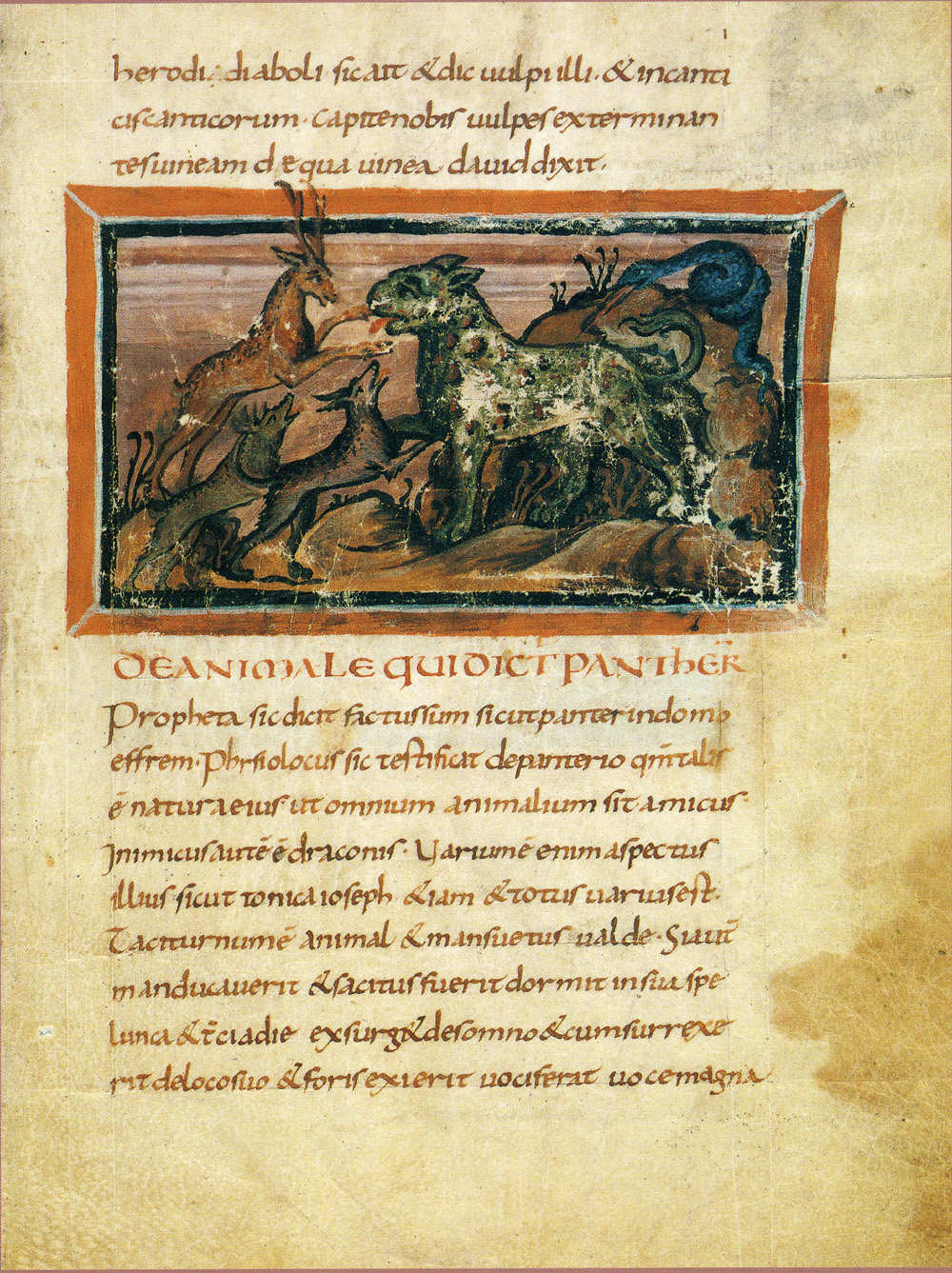
De Berner Physiologus, Panter

De Physiologus is een collectie van gemoraliseerde dierenverhalen die aan de basis lag van de populaire bestiaria in de middeleeuwen.

## Oorsprong
De Physiologus werd oorspronkelijk in het Grieks geschreven. Men heeft geen zekerheid over de oorsprong van het werk maar de algemene consensus is dat het werk waarschijnlijk ontstond in Alexandrië in de derde of de vierde eeuw, anderen vermelden zelfs de tweede eeuw. Deze datering is gebaseerd op de tekst zelf en op referentie bij andere auteurs vanaf de vijfde eeuw, aan het werk werd regelmatig gerefereerd door de kerkvaders. De keuze van Alexandrië wordt ondersteund door het voorkomen van typisch Noord-Afrikaanse dieren in het werk, Noord-Europese dieren komen pas in kopieën van veel latere datum voor.

## Auteur
Ook over de auteur tast men in het duister en hierdoor werden in de middeleeuwen verscheidene Griekse en Latijnse kerkleraren opgevoerd als mogelijk auteur. Zo vernoemde men Epiphanius, Clemens van Alexandrië, Petrus van Alexandrië, Basilius, Johannes Chrysostomos, Athanasius, Ambrosius en Hiëronymus. Het werk werd zelfs toegeschreven aan antieke auteurs zoals Salomon en Aristoteles. 

## Inhoud
De naam van het werk is eigenlijk misleidend, het werk is geen natuurhistorische beschrijving van de dieren zoals de werken van Plinius de Oudere en het “Historia animalium” en aanverwanten van Aristoteles het wel zijn. De auteur van de Physiologus heeft de antieke beschrijvingen van de dieren gebruikt om aan de hand daarvan de christelijke waarden, leer en dogmas uit te leggen. Bijvoorbeeld het verhaal van de feniks die na drie dagen uit zijn asse herrijst wordt gebruikt als een metafoor voor Christus. De opbouw van de verhalen gaat terug op de methode van Bijbel-exegese die werd gebruikt door Origenes (2e-3e eeuw) in zijn “Homiliae in Canticum Cantorum” om via de wonderen in de natuur die men kan waarnemen de niet zichtbare waarden van God te tonen. Dit laat echter niet toe het werk toe te schrijven aan Origenes, zijn manier van verklaring is terug te voeren op Plato.

## Tekst

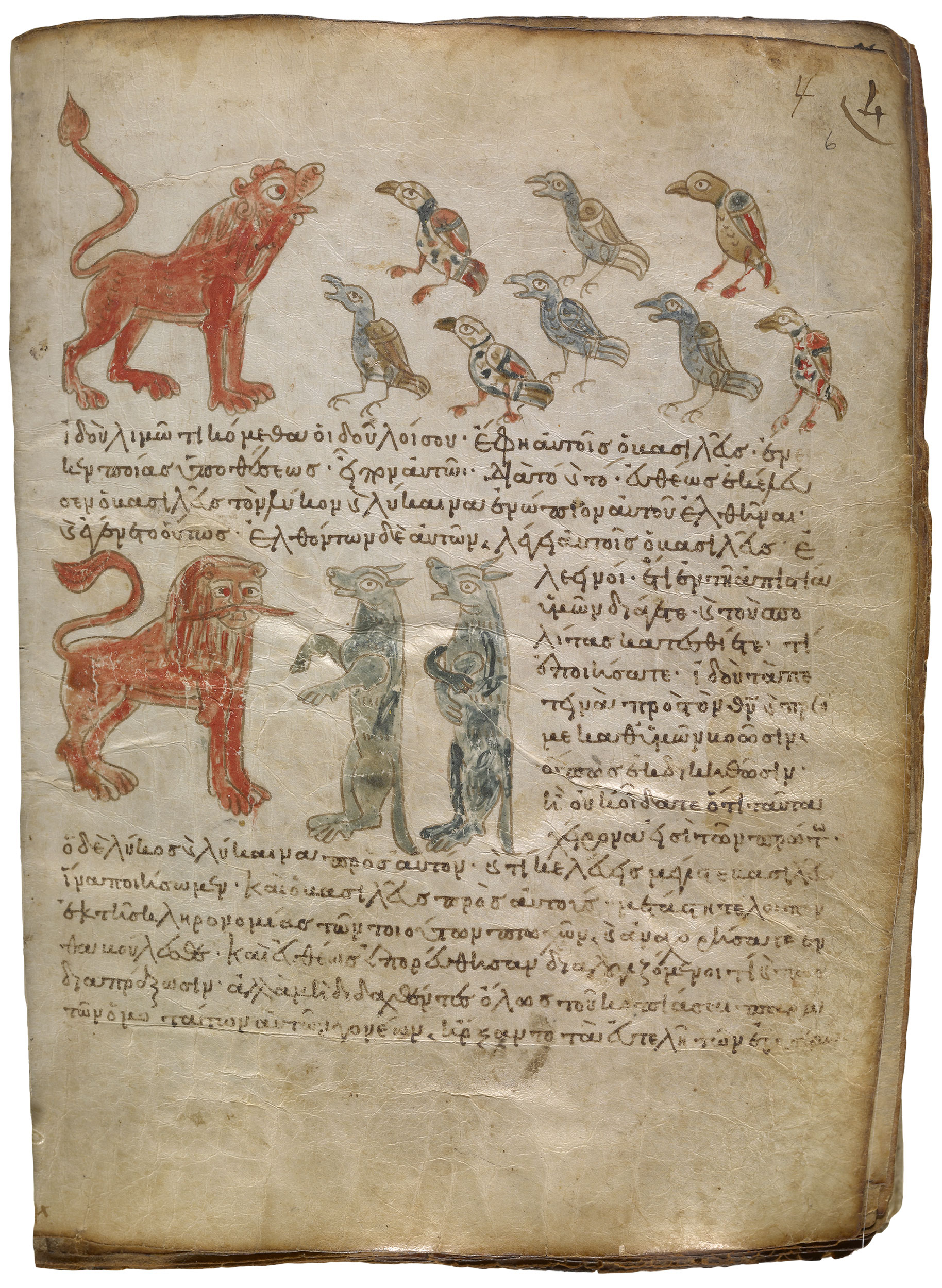
Physiologus uit het Morgan Museum & Library

De originele Griekse tekst moet tussen 40 en 48 hoofdstukken bevat hebben. Er zijn geen manuscripten met de originele tekst bewaard gebleven; we kennen het werk uitsluitend uit de Latijnse vertalingen. De oudste bewaarde tekst in het Grieks dateert uit de tiende eeuw na christus en is te vinden in de Morgan Library & Museum in New York (Morgan Library Ms. 397). De eerste vertaling in het Latijn dateert van omstreeks 400. Ook zijn vertalingen bekend uit de vijfde eeuw in het Ethiopisch, het Syrisch en in het Armeens.
De oudste, bewaarde 'Physiologus' in het Latijn maakt deel uit van een handschrift dat nu bewaard wordt in de Burgerbibliothek in Bern als Codex Bongarsianus 318. Het handschrift dateert uit circa 825-850 en werd geschreven in Reims. Vertalingen in andere Europese talen volgden indertijd vrij snel. In totaal zijn er 64 verschillende Latijnse versies en meer dan honderd versies in andere talen van het boek bekend.
Uiteraard wijzigde de tekst van de 'Physiologus' in de loop der eeuwen, het aantal kapittels nam toe en er werden dieren toegevoegd en weggelaten. De werken van latere auteurs zoals de Etymologiae van Isidorus van Sevilla werden gebruikt om de 'Physiologus' aan te vullen en uit te breiden. Die samengestelde werken liggen aan de basis van de middeleeuwse bestiaria. Hoewel bestiaria hun wortels hadden in de 'Physiologus', leken ze uiteindelijk qua vorm en inhoud niet meer op de 'Physiologus'. Zo werden de bestiaria uitgebreid met materiaal uit andere werken en volgden ze een categorisering van de hoofdstukken in zoogdieren, vogels en vissen en andere dergelijke ingrepen. Belangrijk verschil tussen bestiaria en de 'Physiologus' was ook de Christelijke moraliteit die in de bestiaria werd verwoord. 